# Rhyacophila castanea
Rhyacophila castanea är en nattsländeart som beskrevs av Hagen 1858. Rhyacophila castanea ingår i släktet Rhyacophila och familjen rovnattsländor. Inga underarter finns listade i Catalogue of Life.